# Sanatruk II
Ne doit pas être confondu avec Sanatruq II.
Sanadroug II, Sanatruk, Sanatrocès ou Sanatroukès serait selon certains historiens un roi arsacide d'Arménie, qui aurait régné de  185 à 197  ou de 178 à 216 (les dates sont incertaines), sous suzeraineté romaine. Il aurait succédé  à Sohaemus. D'autres historiens, dont Cyrille Toumanoff, ne le retiennent pas dans la liste des rois arsacides d'Arménie.
Il se serait maintenu au pouvoir grâce au gouverneur romain de Cappadoce, Publius Martius Verus.  